# نورمان ستيفنز
نورمان ستيفنز (بالإنجليزية: Norman Stevens)‏ (مواليد 6 أكتوبر 1958) هو ملاكم أسترالي، مثّل بلاده في الألعاب الأولمبية الصيفية 1980.

## روابط خارجية
نورمان ستيفنز على موقع اللجنة الأولمبية الدولية (الإنجليزية)
- نورمان ستيفنز على موقع أوليمبيديا (الإنجليزية)
- نورمان ستيفنز على موقع اللجنة الأولمبية الأسترالية (الإنجليزية)